# Femme à l'ombrelle tournée vers la droite
Femme à l'ombrelle tournée vers la droite est un tableau du peintre français Claude Monet réalisée en 1886. Cette huile sur toile impressionniste représente une femme portant une ombrelle dont Suzanne Hoschedé fut le modèle. Elle est conservée au musée d'Orsay, à Paris.
Il existe aussi une version de la même tournée vers la gauche.